# Rein Kruus
Rein Kruus (* 11. Mai 1957 in Tallinn; † 25. April 1992 ebenda) war ein estnischer Literaturwissenschaftler.

## Leben
Rein Kruus machte 1975 in Tallinn Abitur und studierte anschließend im Fernstudium slawische Philologie an der Universität Tartu. Gleichzeitig arbeitete er in der Bibliothek der Akademie der Wissenschaften und im Literaturkomitee der ESSR. 1982 schloss er sein Studium ab. Danach arbeitete er einige Jahre im gesellschaftswissenschaftlichen Informationszentrum der ESSR und von 1985 bis 1990 in der Redaktion war er fünf Jahre in der Redaktion der Zeitschrift Looming. Von 1990 bis zu seinem Tode war er Bibliograph in der Estnischen Nationalbibliothek.
Kruus war seit 1989 Mitglied des Estnischen Schriftstellerverbands und gehörte der literarischen Gruppierung Wellesto an. Er starb 1992 nach schwerer Krankheit, sein Grab befindet sich auf dem Tallinner Waldfriedhof.

## Werk
Kruus konzentrierte sich in seiner Forschung auf zwei Bereiche, die innerhalb der sowjetestnischen Literaturwissenschaft Nischen waren, mit denen sich kaum andere befassten: Zum einen auf die literarische Periphere, indem er unbekannte, vergessene oder verpönte Autoren untersuchte, zum anderen auf die estnisch-russischen Literaturbeziehungen mit dem Schwerpunkt auf der in Estland entstandenen russischen Literatur. Sein besonderes Interesse galt dabei der Zwischenkriegszeit, so wurde er einer der bekanntesten Erforscher des Werks von Igor Sewerjanin. Ein zweiter Schwerpunkt galt der avantgardistischen Literatur in Estland, insbesondere der Futurismus.

## Bibliografie (Auswahl)
- Lisandusi J. Linzbachi tundmaõppimiseks (I)–III, in: Keel ja Kirjandus 2/1979, S. 98–101; 12/1983, S. 695–697; 9/1986, S. 548–550.
- Futurismi kajastusi eesti trükisõnas enne 1917. aastat, in: Keel ja Kirjandus 6/1981, S. 337–347; 7/1981, S. 397–406.
- Remizov, Kussikov, Pilnjak ja teised, in: Keel ja Kirjandus 5/1983, S. 252–258; 6/1983, S. 305–313.
- Valmar Adamsi kirjanikutee alguse taustast, in: Looming 1/1984, S. 119–124.
- Erni Hiire kirjanikutee alguse taustast, in: Looming 3/1985, S. 403–413.
- Die XXIX. Kreutzwald-Tage, in: Estonia 2/1986, S. 15–19.
- Rossica Tuglase riiulitel, in: Looming 4/1986, S. 528–535.
- Eesti Igor Severjanini loomingus, in: Keel ja Kirjandus 7/1987, S. 395–404.
- Pis'mo Augusta Gajlita Il'je Trotskomu, in Estonia 4/1989, S. 171–174.